# Rossemia longithorax
Rossemia longithorax är en stekelart som beskrevs av Humala 1997. Rossemia longithorax ingår i släktet Rossemia och familjen brokparasitsteklar. Inga underarter finns listade i Catalogue of Life.